# PBC Eintracht Klagenfurt
Der PBC Eintracht Klagenfurt ist ein Billardverein aus Klagenfurt am Wörthersee. Mit fünf Titeln ist er neben Black Eight Linz österreichischer Rekordmeister im Poolbillard.

## Geschichte
Der PBC Eintracht Klagenfurt wurde 1978 gegründet. 1984 wurde er österreichischer Meister im 8-Ball. Zwei Jahre später wurde die Mannschaft zum zweiten Mal österreichischer Meister. In der Saison 1987/88 konnte sie den Titel in der neu eingeführten Bundesliga erfolgreich verteidigen. Es folgten weitere Titel in den Jahren 2000 und 2006. Anschließend stieg Eintracht Klagenfurt in die 2. Bundesliga ab, in der 2009 und 2010 der Aufstieg als Zweitplatzierter nur knapp verpasst wurde, 2010 hinter dem Stadtrivalen BC Standard Klagenfurt. In der Saison 2011/12 wurde man Vierter in der nun in Regionalliga umbenannten zweiten Liga. Ein Jahr später erreichte man den ersten Platz, meldete die Regionalligamannschaft jedoch ab und spielte fortan in der viertklassigen Kärntner Liga B. Nachdem sie dort den zweiten Platz belegt hatte, nahm die Eintracht in der Saison 2014/15 nicht mehr am Spielbetrieb teil. Zur Saison 2015/16 wurde wieder eine Mannschaft für die Kärntner B-Liga angemeldet, die dort den zweiten Platz belegte und zur folgenden Spielzeit erneut abgemeldet wurde.
1983 wurden mit Elisabeth Leschanz und Hans Stern erstmals Spieler des Vereins österreichische Meister im Einzel. Neben ihnen gewannen sechs weitere Spieler des Vereins nationale Titel im Einzel: Valentin Hobel, Hans Schernthaner, Albin Ouschan senior, Josef Ouschan, Jasmin Ouschan und Albin Ouschan junior.

## Platzierungen seit 2007
| Saison  | Liga (Spielklasse)         | Platz |
| ------- | -------------------------- | ----- |
| 2007/08 | 2. Bundesliga Süd/Ost (2)  | 4     |
| 2008/09 | 2. Bundesliga Süd/Ost (2)  | 2     |
| 2009/10 | 2. Bundesliga Süd-Ost (2)  | 2     |
| 2010/11 | 2. Bundesliga Süd/Ost (2)  | 3     |
| 2011/12 | Regionalliga Süd/Ost (2)   | 4     |
| 2012/13 | Regionalliga Nord-West (2) | 1     |
| 2013/14 | Kärntner Liga B (4)        | 2     |
| 2014/15 | –                          |       |
| 2015/16 | Kärntner B-Liga (4)        | 2     |
| 2016/17 | –                          |       |